# Endophragmiella aseptata
Endophragmiella aseptata är en svampart som beskrevs av Hol.-Jech. 1986. Endophragmiella aseptata ingår i släktet Endophragmiella och familjen Helminthosphaeriaceae.   Inga underarter finns listade i Catalogue of Life.